# Martin Čmerda
Martin Čmerda (* 23. listopadu 1966) je bývalý český hokejový obránce.

## Hokejová kariéra
V československé lize hrál za CHZ Litvínov. Odehrál 6 ligových sezón, nastoupil ve 137 ligových utkáních, dal 11 gólů a měl 11 asistencí. V nižších soutěžích hrál za HC Becherovka Karlovy Vary, HC Slovan Ústí nad Labem a HC Most.

## Klubové statistiky
| Sezona    | Klub                              | Soutěž  | Základní část | Základní část | Základní část | Základní část | Základní část | Play-off | Play-off | Play-off | Play-off | Play-off |
| Sezona    | Klub                              | Soutěž  | Z             | G             | A             | B             | TM            | Z        | G        | A        | B        | TM       |
| --------- | --------------------------------- | ------- | ------------- | ------------- | ------------- | ------------- | ------------- | -------- | -------- | -------- | -------- | -------- |
| 1985/1986 | CHZ Litvínov                      | 1. liga | 1             | 0             | 0             | 0             | 0             |          |          |          |          |          |
| 1988/1989 | CHZ Litvínov                      | 1. liga | 9             | 0             | 1             | 1             | 2             |          |          |          |          |          |
| 1989/1990 | CHZ Litvínov                      | 1. liga | 51            | 3             | 0             | 3             | -             |          |          |          |          |          |
| 1990/1991 | CHZ Litvínov                      | 1. liga | 36            | 3             | 4             | 7             | 12            | 5        | 0        | 0        | 0        | 0        |
| 1991/1992 | Chemopetrol Litvínov              | 1. liga | 29            | 3             | 5             | 8             | -             | 4        | 0        | 0        | 0        | -        |
| 1993/1994 | HC Slavia Karlovy Vary            | 3. liga | -             | -             | -             | -             | -             |          |          |          |          |          |
| 1994/1995 | HC Slavia Becherovka Karlovy Vary | 3. liga | -             | -             | -             | -             | -             |          |          |          |          |          |
| 1995/1996 | HC Slavia Becherovka Karlovy Vary | 2. liga | 45            | 4             | 8             | 12            | -             |          |          |          |          |          |
| 1996/1997 | HC Becherovka Karlovy Vary        | 2. liga | 40            | 4             | 8             | 12            | -             | 6        | 1        | 0        | 1        | 0        |
| 1997/1998 | HC Becherovka Karlovy Vary        | 1. liga | 11            | 2             | 1             | 3             | 4             |          |          |          |          |          |
| 1999/2000 | HC Slovan Ústí nad Labem          | 3. liga | 43            | 7             | 16            | 23            | 44            | 12       | 0        | 4        | 4        | 8        |
| 2000/2001 | HC Slovan Ústí nad Labem          | 2. liga | 44            | 3             | 14            | 17            | 26            | 3        | 0        | 0        | 1        | 0        |
| 2001/2002 | HC Most                           | 3. liga | 35            | 8             | 12            | 20            | 24            | 11       | 0        | 2        | 2        | 8        |